# Rhyacophila jigme
Rhyacophila jigme är en nattsländeart som beskrevs av Schmid 1970. Rhyacophila jigme ingår i släktet Rhyacophila och familjen rovnattsländor. Inga underarter finns listade i Catalogue of Life.